# Serif
U tipografiji, serifi su nestrukturalni detalji na krajevima nekih slova. Font koji ima serife naziva se serif font. Font bez serifa naziva se sans-serif, od francuske reči sans - „bez“. Neki tipografski izvori komentarišu sans serif oblike kao „groteske“ ili „gotik“, a serifne tipove kao „Rimski (Roman)“. Ovi termini se, međutim, više ne upotrebljavaju, osim u nazivima specifičnih fontova.

## Poreklo i etimologija
Za serif se smatra da vodi poreklo iz rimskog alfabeta, slovima uklesanim u antikvitetima rimskog porekla. Ovo objašnjenje je predložio Edvard Ketič u svojoj knjizi iz 1968.: „Poreklo serifa“, i široko je prihvaćeno, mada ne svuda. Rimska slova su prvo slikana na kamen, a zatim su klesana tako da se boja širila na krajevima linija i na uglovima, kreirajući tako serif.
Poreklo reči „serif“ je nepoznato, ali izgleda da potiče iz vremena kada je taj stil i nastao. Najstariji citati u „Oksfordskom rečniku engleskog jezika“ (engl. Oxford English Dictionary) su iz 1841. za „sans serif“ i 1830. za „serif“, gde je spekulisano da je serif nastao iz sans serifa. Vebsterov „Treći novi internacionalni rečnik“ kaže za reč „serif“ da potiče od flamanske reči schreef, što znači pisano. Konačno kod schrijven, nemačkog schreiben i latinskog scribere, koji svi znače „pisati“. 
Najranija pojava groteske u Oksfordskom rečniku u ovom smislu je iz 1875, dajući „kameno slovo“ kao sinonim. Može se činiti da znače „neobično“ u ovoj upotrebi, kao sto u umetnosti reč „groteskno“ obično znači preterano ukrašeno. Drugi sinonimi su „dorski“ i „gotski“, često upotrebljavani u japanskim fontovima.
U kineskom i japanskom jeziku, postoje dva uobičajena oblika slova koja se baziraju na regularnoj skripti za kineske karaktere slične serif i sans serif fontu na zapadu. Najpopularnija je grupa fontova nazvana Song, takođe poznati kao Minčo u Japanu, Ming na Tajvanu i u Hong Kongu. Imena ovih fontova dolaze od naziva Song i Ming dinastija, kada je štampa procvetala u Kini. Zato što je tekstura na drvenim štamparskim blokovima imala horizontalne linije, bilo je lako uklesati horizontalne crte zajedno sa teksturom. Međutim, uklesavanje vertikalnih ili kosih linija je bilo teško zbog toga sto su dolazile u sukob sa teksturom i lako se lomile. Ovo je rezultovalo u tip slova koja se sastoji od tankih horizontalnih poteza i debelih vertikalnih. Kao prevencija od oštećenja, završeci horizontalnih linija su takođe podebljavani. Ovo je rezultovalo u sadašnji Song font karakterisan debelim vertikalnim linijama u kontrastu sa tankim horizontalnim.
Druga uobičajena grupa fontova se naziva crnim, Heiti u Kini i Gotskim u Japanu. Ovu grupu karakterišu prave linije jednake debljine za svaki potez, slično sans-serif stilu. Ova grupa fontova, prvi put predstavljena u novinskim naslovima, je često upotrebljavana u zaglavljima, vebsajtovima, na znakovima i bilbordima.
U Japanskoj tipografiji, ekvivalent serifa na kandži i kana karakterima naziva se „uroko“ - riblja rebra. U kineskom, serifi su zvani ili youjiaoti (doslovno, forme sa nogama) ili youchunxianti (doslovno, forme sa ornamentalnim linijama).
U tradicionalnoj štampi serif fontovi se upotrebljavaju za glavni tekst zato što se veruje da se lakše čita nego sans-serif font. Sans-serif fontovi se upotrebljavaju za kraće tekstove i manje formalne nego sa serif fontom. Sans-serif su počeli skoro da zamenjuju serif u zaglavljima zbog „čistijeg izgleda“.

## Upotreba
Serif fontovi su široko korišćeni za duge tekstove u knjigama, novimama i časopisima. Za takve primene sans-serif fontovi su prihvaćeniji u Evropi nego u Severnoj Americi, ali još uvek manje nego serif.
Dok su štampani serif fontovi smatrani čitljivijima, sans-serif se smatra čitljivijim na računarskom ekranu. Iz ovog razloga većina veb stranica koristi sans-serif. AntiAliased i SubPixel Rendering tehnologije su delom ublažile problem čitljivosti serifa, ali osnovni ograničavač je rezolucija ekrana – tipično 100 piksela po inču ili manje.

## Klasifikacija
Serif fontovi mogu da se klasifikuju u četiri podgrupe: stari stil, tranzicionalni, pločasti serif, i moderni.

### Stari stil
Stari stil vodi poreklo iz 1465. godine i karakterišu ga dijagonalne tanke linije i odlična čitljivost. Stari stil su koristili humanistički kaliografi iz čijih je forma on i nastao.
Stari stil je podeljen u Venecijski i Aldinski ili Garaldski. Primeri starog stila su Jenson, Garamond, Bembo, Goudi, Palatino.

### Tranzicionalni
Tranzicionalni ili barokni serif prvo se pojavio sredinom 18. veka. On je među najkorišćenijim, uključujući i takve široko korišćene fontove kao što su Times Roman iz 1932. i Baskerville 1757. godine. Oni su između modernog i starog stila, odakle ime tranzicionalni. Razlike između zadebljanih i tankih linija su veće nego kod starog stila, ali su manje nego kod modernih serif fontova.

### Pločasti serif
Pločasti serif (Egipatski) obično imaju malo ili nimalo kontrasta između tankih i debelih linija. Serifi su zadebljani kao i vertikalne linije i obično nemaju zagrada. Pločasti serif fontovi imaju zadebljan, četvrtast izgled i ponekad fiksiranu širinu, što znači da svi karakteri zauzimaju isti horizontali prostor (kao kod pisaće mašine). Ponekad se opisuju kao sans-serif fontovi sa serifima zbog oblika karaktera koji su slični sans-serifu. Potkategorija pločastih serifa je Claredon, koji imaju male zagrade i strukturom su sličniji serifu. Pločasti serif datira iz 1800. godine. Primeri pločastog serifa su Clarendon, Rockwell, Courier.

### Moderni
Moderni serif, koji se pojavio u kasnom 18. veku, karakterisan je ekstremnim kontrastom između tankih i debelih linija. Moderni ima duge i izražene serife sa minimalnim zagradama. Serifi su veoma tanki, a vertikalne linije veoma zadebljane. Većina modernih fontova su manje čitljivi nego tranzicionalni ili starog stila. Primeri su Bodoni, Centurz Skulbuk, Computer Modern (familija fontova koja dolazi sa TeX i LaTeX open-source računarskim tipografskim sistemima).